# Clinton County (Indiana)
Clinton County ist ein County im Bundesstaat Indiana der Vereinigten Staaten. Der Verwaltungssitz (County Seat) ist Frankfort.

## Geographie
Das County liegt nordöstlich des geographischen Zentrums von Indiana und hat eine Fläche von 1050 Quadratkilometern ohne nennenswerte Wasserfläche. Es grenzt im Uhrzeigersinn an folgende Countys: Carroll County, Howard County, Tipton County, Hamilton County, Boone County, Montgomery County und Tippecanoe County.

## Geschichte
Clinton County wurde am 29. Januar 1830 aus Teilen des Tippecanoe County gebildet. Benannt wurde es nach DeWitt Clinton, einem frühen US-amerikanischen Politiker und Gouverneur des Bundesstaates New York.
10 Bauwerke und Stätten des Countys sind im National Register of Historic Places eingetragen (Stand 31. August 2017).

## Demografische Daten
Nach der Volkszählung im Jahr 2000 lebten im Clinton County 33.866 Menschen in 12.545 Haushalten und 9.057 Familien. Die Bevölkerungsdichte betrug 32 Einwohner pro Quadratkilometer. Ethnisch betrachtet setzte sich die Bevölkerung zusammen aus 94,38 Prozent Weißen, 0,30 Prozent Afroamerikanern, 0,14 Prozent amerikanischen Ureinwohnern, 0,21 Prozent Asiaten, 0,02 Prozent Bewohnern aus dem pazifischen Inselraum und 4,18 Prozent aus anderen ethnischen Gruppen; 0,77 Prozent stammten von zwei oder mehr Ethnien ab. 7,32 Prozent der Bevölkerung waren spanischer oder lateinamerikanischer Abstammung.
Von den 12.545 Haushalten hatten 35,2 Prozent Kinder unter 18 Jahre, die mit ihnen im Haushalt lebten. 58,9 Prozent waren verheiratete, zusammenlebende Paare, 9,0 Prozent waren allein erziehende Mütter und 27,8 Prozent waren keine Familien. 23,6 Prozent waren Singlehaushalte und in 11,1 Prozent lebten Menschen mit 65 Jahren oder darüber. Die Durchschnittshaushaltsgröße betrug 2,63 und die durchschnittliche Familiengröße lag bei 3,10 Personen.
27,3 Prozent der Bevölkerung waren unter 18 Jahre alt, 8,8 Prozent zwischen 18 und 24, 28,4 Prozent zwischen 25 und 44 Jahre. 21,1 Prozent zwischen 45 und 64 und 14,4 Prozent waren 65 Jahre alt oder älter. Das Durchschnittsalter betrug 36 Jahre. Auf 100 weibliche Personen kamen 97,3 männliche Personen. Auf 100 Frauen im Alter von 18 Jahren und darüber kamen 93,4 Männer.
Das jährliche Durchschnittseinkommen eines Haushalts betrug 40.759 USD, das Durchschnittseinkommen der Familien 48.864 USD. Männer hatten ein Durchschnittseinkommen von 36.385 USD, Frauen 24.378 USD. Das Prokopfeinkommen betrug 17.862 USD. 6,3 Prozent der Familien und 8,6 Prozent der Bevölkerung lebten unterhalb der Armutsgrenze.

## Orte im County
- Antioch
- Avery
- Beard
- Boyleston
- Cambria
- Colfax
- Cyclone
- East Park
- Edna Mills
- Fickle
- Forest
- Frankfort
- Geetingsville
- Hamilton
- Hillisburg
- Jefferson
- Kentwood
- Kilmore
- Kirklin
- Manson
- Mattix Corner
- Michigantown
- Middlefork
- Moran
- Mulberry
- Pickard
- Reagan
- Risse
- Rossville
- Scircleville
- Sedalia
- Wesley Manor
- Wilshire
- Woodside Park

Townships
- Center Township
- Forest Township
- Jackson Township
- Johnson Township
- Kirklin Township
- Madison Township
- Michigan Township
- Owen Township
- Perry Township
- Ross Township
- Sugar Creek Township
- Union Township
- Warren Township
- Washington Township